# Wang Chang
Pour les articles homonymes, voir Wang (patronyme).
Wang Chang est un joueur de badminton chinois né le 7 mai 2001 à Ningbo, dans le Zhejiang. Il a remporté avec Liang Weikeng la médaille d'argent du double masculin aux Jeux olympiques d'été de 2024, organisés à Paris.